# Église de la Nativité-de-Saint-Jean-Baptiste de Jovanja
Pour les articles homonymes, voir Église Saint-Jean-Baptiste.
L'église de la Nativité-de-Saint-Jean-Baptiste de Jovanja (en serbe cyrillique : Црква Рођења Светог Јована Крститеља у Јовањи ; en serbe latin : Crkva Rođenja Svetog Jovana Krstitelja u Jovanji) est une église orthodoxe serbe située à Jovanja, dans le district de Kolubara et sur le territoire de la ville de Valjevo en Serbie. Elle est inscrite sur la liste des monuments culturels de grande importance de la république de Serbie (no SK 264).
L'église est aujourd'hui le centre d'un monastère qui abrite une communauté de moines.

## Présentation
L'église se trouve sur la rive droite de la Jablanica, dans une gorge que fait la rivière à cet endroit. La tradition ainsi que les sources ottomanes signalent la présence d'un monastère sur le plateau aujourd'hui occupé par l'église. L'édifice a été plusieurs fois détruit puis reconstruit.
L'édifice actuel a été construit dans la seconde moitié du XVIe siècle. Il est constitué d'une nef unique séparée en trois travées par des piliers ; dans sa partie centrale, il est dominé par une coupole reposant sur un haut tambour cylindrique. La zone de l'autel se termine par une abside demi-circulaire et est encadrée par deux niches qui servent pour la proscomidie et le diakonikon.
Des fragments de fresques laissent apparaître des représentations des Grandes fêtes liturgiques et des figures en pied et, sous le porche, une représentation du Jugement dernier. Selon les indications des spécialistes, la qualité des couleurs et du dessin manifeste le talent du peintre qui les a réalisées.
Avant 1706, les frères Jovan et Jefta Vitković, des officiers autrichiens de la nahija de Valjevo, ont restauré l'église et lui ont ajouté un narthex ; en tant que bienfaiteurs, ils sont enterrés dans la cour de l'église.

## Restauration
Des travaux de restauration ont été réalisés sur l'architecture et les fresques entre 1969 et 1972 ; le revêtement du toit a été remplacé en 2001.

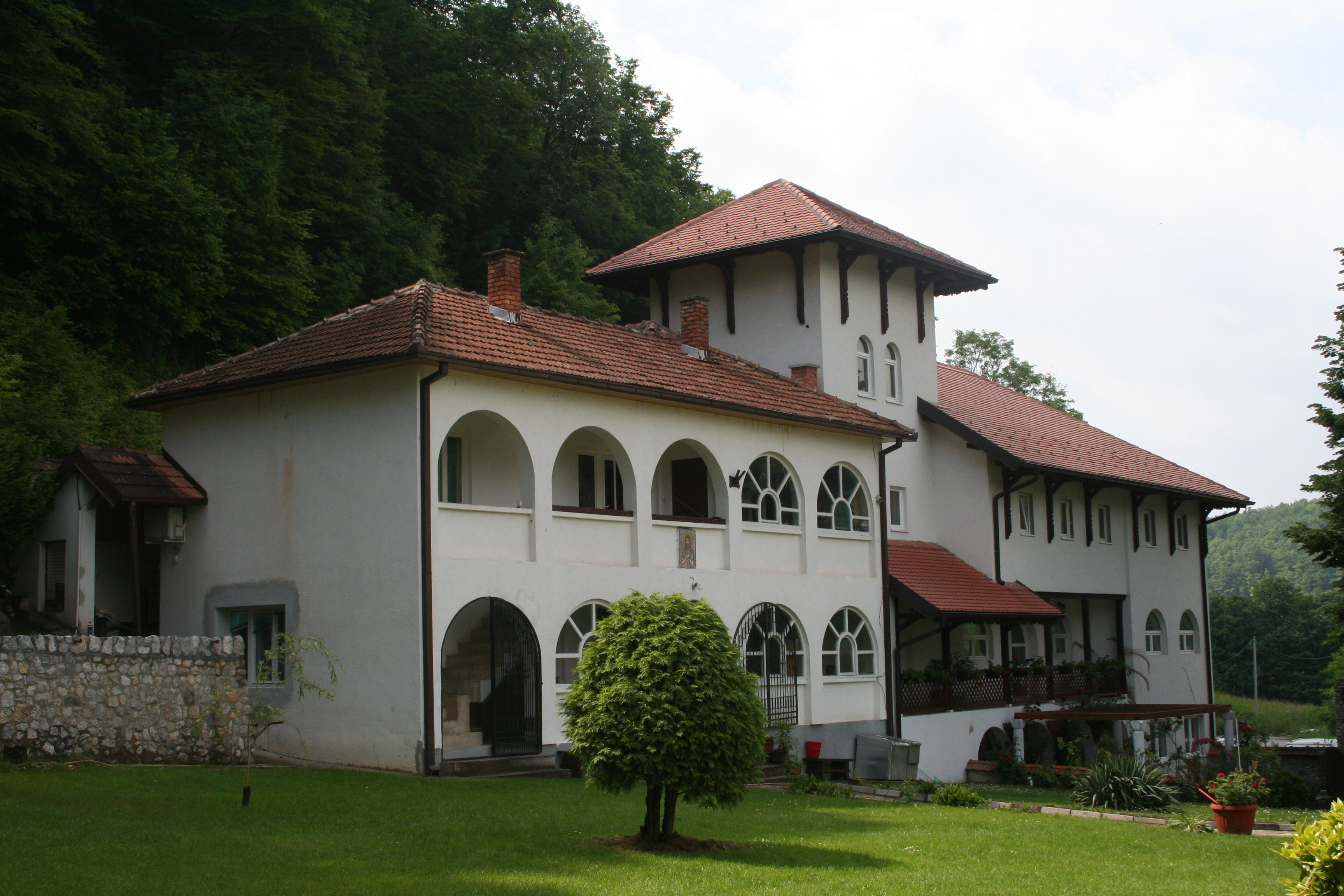
Le konak du monastère.